# انجمن مهندسان شیمی آمریکا
انجمن مهندسان شیمی آمریکا(به انگلیسی: American Institute of Chemical Engineers به صورت مخفف AIChE) سازمانی تخصصی و حرفه‌ای در زمینه مهندسی شیمی است. این انجمن در سال ۱۹۰۸ به منظور مستقل شدن مهندسی شیمی از داروسازی و مهندسی مکانیک تأسیس شد. در سال ۲۰۱۰ این انجمن بیش از ۴۰۰۰۰ عضو از بیش از ۵۰ کشور جهان داشت. 